# Sa'ar 5-klassen
Sa'ar 5-klassen ((hebraisk) סער: storm, uvejr) er en klasse på tre korvetter bygget til Heyl Ha'Yam. Skibene er bygget som en udvikling af de erfaringer man havde gjort sig med Sa'ar 4,5-klassen. Der blev bygget tre skibe i klassen ved Northrop Grumman Ship Systems (tidligere Ingalls Shipbuilding) til den israelske flåde baseret på israelske design. Sa'ar 5-klassen er de mest moderne overfladeskibe i den israelske flåde med en pris på 260 millioner USD hver.

## Operativt
Den 14. juli 2006, under Libanon-krigen ved den libanesiske havneby Beirut, blev INS Hanit (503) angrebet af Hizbollah med en iransk version af det kinesiske CSS-N-8 Saccade sømålsmissil. Eksplosionen fik landingsdækket til at kollapse og bryde i brand tæt på helikopterbrændstoflageret dybere i skibet. Branden blev ikke slukket før adskillige timer senere. Skibet var alvorligt ramt, men var i stand til at holde sig flydende og for egen kraft sejle tilbage til Ashdod Fire sømænd blev dræbt i angrebet og skibet er, efter omfattende reparationer, nu tilbage i operativ tjeneste.
En israelsk undersøgelse af hændelsen viste at der var tale om et CSS-N-8 Saccade-missil der ramte en kran ved agterdækket. Sammenfaldende faktorer gjorde at skibet ikke var ordentligt i stand til at forsvare sig selv mod missilet: Skibets radar var ikke fuldt operationsdygtig, skibets luftforsvarsmissiler og jammingsystem var ikke bemandet og klar til brug. Undersøgelsen viste også at skibets kaptajn ikke var klar over disse faktorer.

## Skibe i klassen
| Pennant | Navn  | Kølen lagt         | Søsat           | Indgået            | Skæbne | Kaldesignal |
| ------- | ----- | ------------------ | --------------- | ------------------ | ------ | ----------- |
| 501     | Eilat | 24. februar 1992   | 9. februar 1993 | 24. maj 1994       | -      | -           |
| 502     | Lahav | 24. september 1992 | 20. august 1993 | 23. september 1994 | -      | -           |
| 503     | Hanit | 5. april 1993      | 4. marts 1994   | 7. februar 1995    | -      | -           |